# 波太神社
波太神社（はたじんじゃ）は、大阪府阪南市にある神社。式内社。旧社格は府社。

## 歴史
創建年代は不詳であるが、鳥取部の姓を賜った天湯河板挙が祖先の角凝命（つのこりのみこと）を祭神として波太の地（現・阪南市桑畑）に祀ったのが当社の始まりであるという。
日根郡10座のひとつで式内社である。鳥取郷の総社で「鳥取大宮」と呼ばれていた。
室町時代初期に兵火により焼失し、現在地に移転した。この際、同じく焼失した貝掛神社（現・指出森神社）の祭神である応神天皇を合祀したことで、当社は「波太八幡宮」とも呼ばれるようになった。
天正5年（1577年）に行われた織田信長による紀州征伐の際には信長の本陣が置かれている。
天正13年（1585年）に行われた羽柴秀吉による紀州征伐の際には、根来寺方とみなされて焼き討ちされて全焼している。
慶長5年（1600年）に豊臣秀頼が片桐且元を奉行として社殿を再建している。
しかし、慶長20年（1615年）の大坂夏の陣の際に徳川方に焼き討ちされて全焼した。
その後、本殿は寛永15年（1638年）に再建された。
江戸時代には、紀州藩主・紀州徳川家が参勤交代の際に紀州街道から当社を伏拝（遥拝）できるよう「伏拝の鳥居」が建立された。以降、熊野詣参拝者は当社に立ち寄らずにここから当社を伏拝することが流行する。
明治時代になると、府社に列せられている。

## 祭神
- 主祭神 - 角凝命（つのこりのみこと）。この地方の豪族であった鳥取氏の祖神。
- 相殿神 - 応神天皇

## 境内
- 本殿（重要文化財） - 寛永15年（1638年）再建。
- 山神社 - 祭神：大山祇命
- 三神社（重要文化財） - 祭神：神功皇后、武内宿禰、天湯河板拳命（あめのゆかわたなのみこと、鳥取氏の祖）。寛永15年（1638年）再建。
- 拝殿 - 1935年（昭和10年）再建。
- 石灯籠 - 慶長5年（1600年）に片桐且元が寄進したもの。
- 庁屋
- 舞台
- 社務所
- 門神社
- 厳島神社
- 鳥取神社 - 祭神：天忍穂耳命。もとは山中神社の祭神であった。
  - 拝殿
- 鳥取戎社 - 祭神：八重事代主命
  - 拝殿

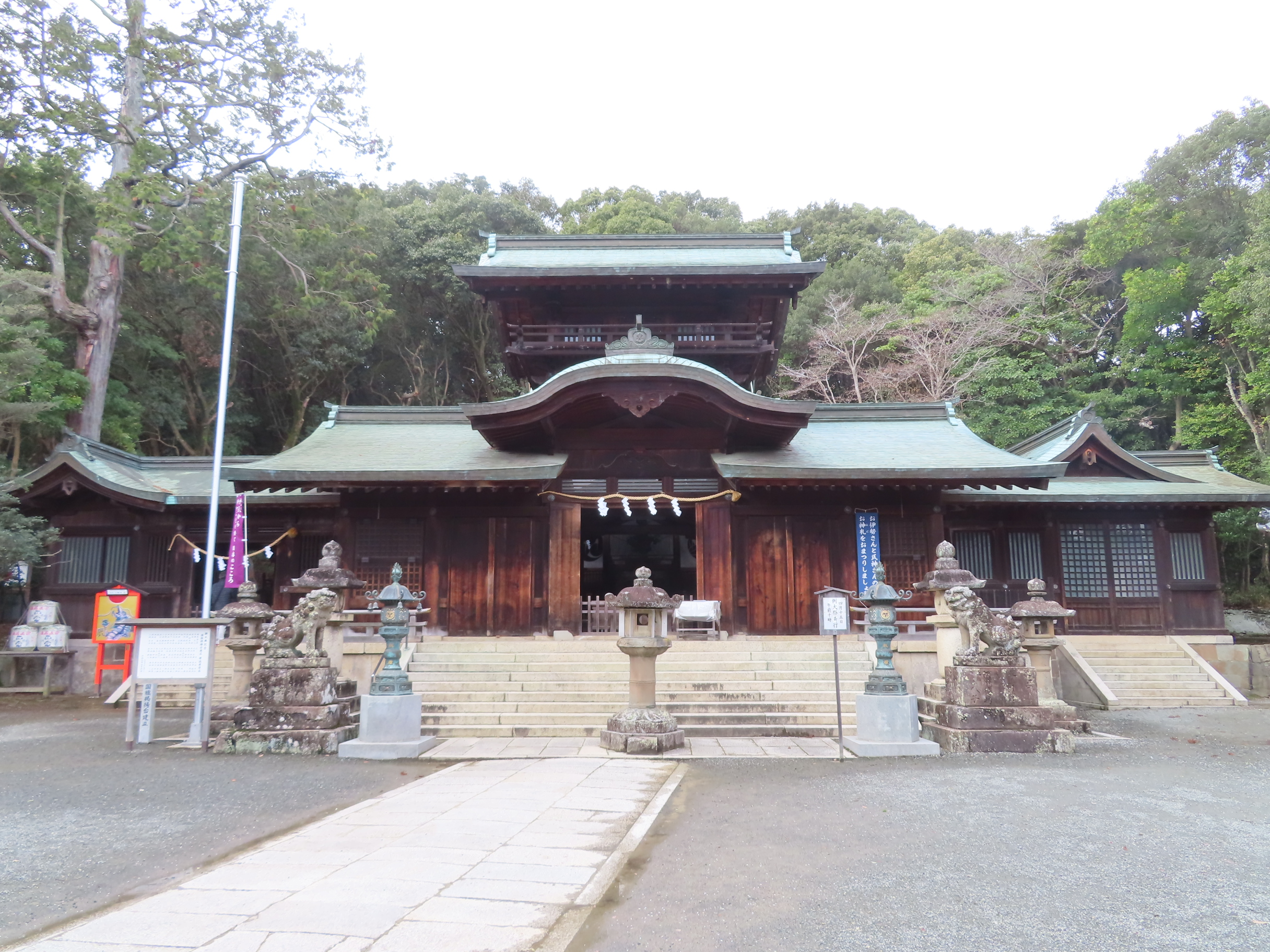
拝殿
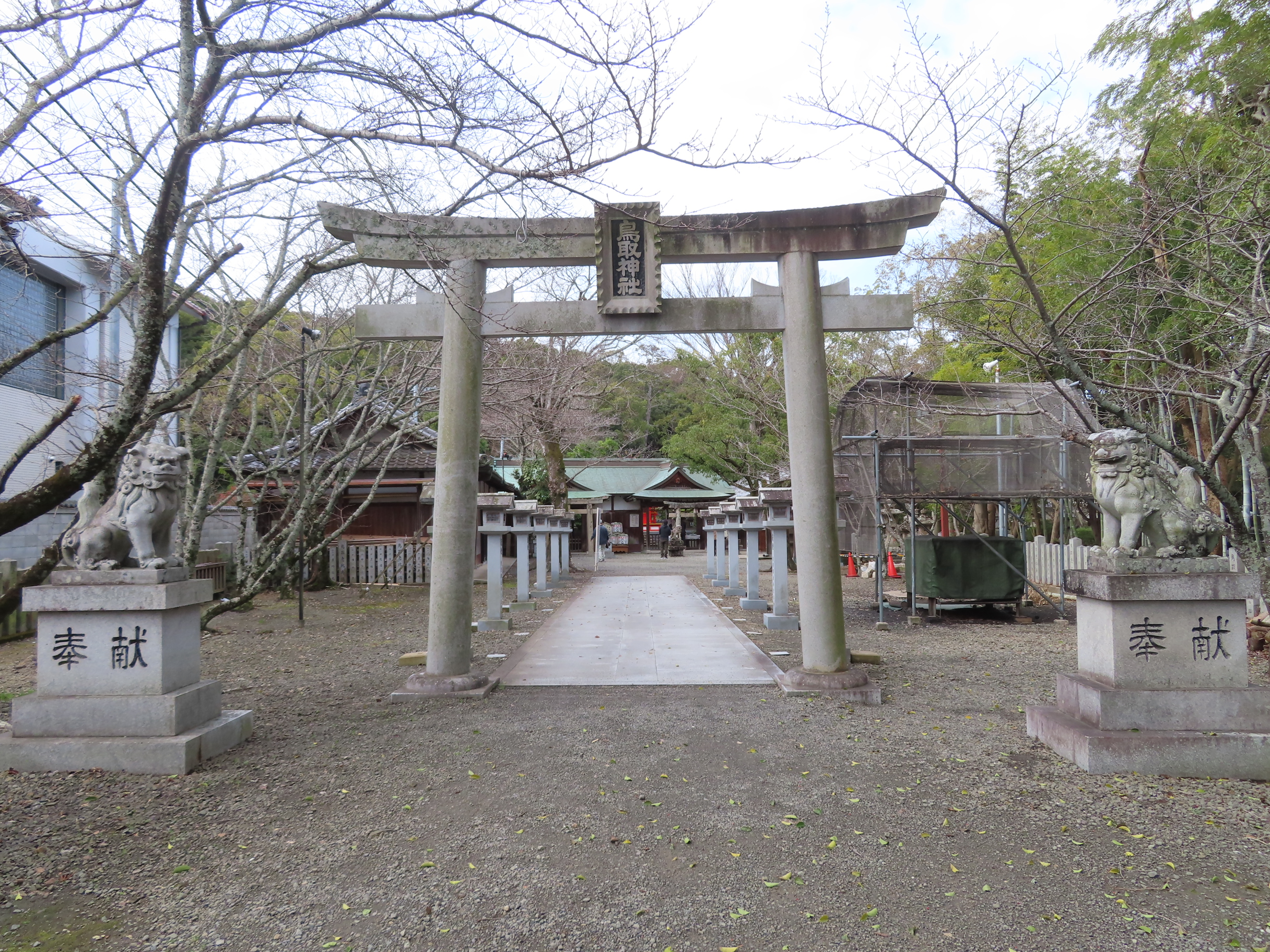
鳥取神社

## 祭事
- 例祭 - 10月第2日・第3月曜日

## 文化財

### 重要文化財
- 波太神社
  - 本殿
  - 末社三神社本殿

### 大阪府指定有形文化財
- 波太神社三十六歌仙扁額 36枚

## 交通アクセス
- 南海電気鉄道南海本線尾崎駅下車 徒歩20分
- 尾崎駅よりバス波太神社前下車すぐ
- JR阪和線和泉鳥取駅 徒歩15分